# BR-448
De BR-448 is een federale weg in de deelstaat Rio Grande do Sul in het zuiden van Brazilië. De weg is een verbindingsweg tussen Sapucaia do Sul en Porto Alegre.
De weg heeft een lengte van 22,1 kilometer.

## Aansluitende wegen
- BR-116 en RS-118 bij Sapucaia do Sul en Esteio
- BR-386
- BR-290 bij Porto Alegre

## Plaatsen
Langs de route liggen de volgende plaatsen:
- Sapucaia do Sul
- Esteio
- Canoas
- Porto Alegre